# Diều lửa
Diều lửa (danh pháp khoa học: Haliastur indus) là một loài chim trong chi Haliastur, họ Accipitridae trong bộ Ưng.

## Đặc điểm sinh học

### Hình dáng
- Chim non:

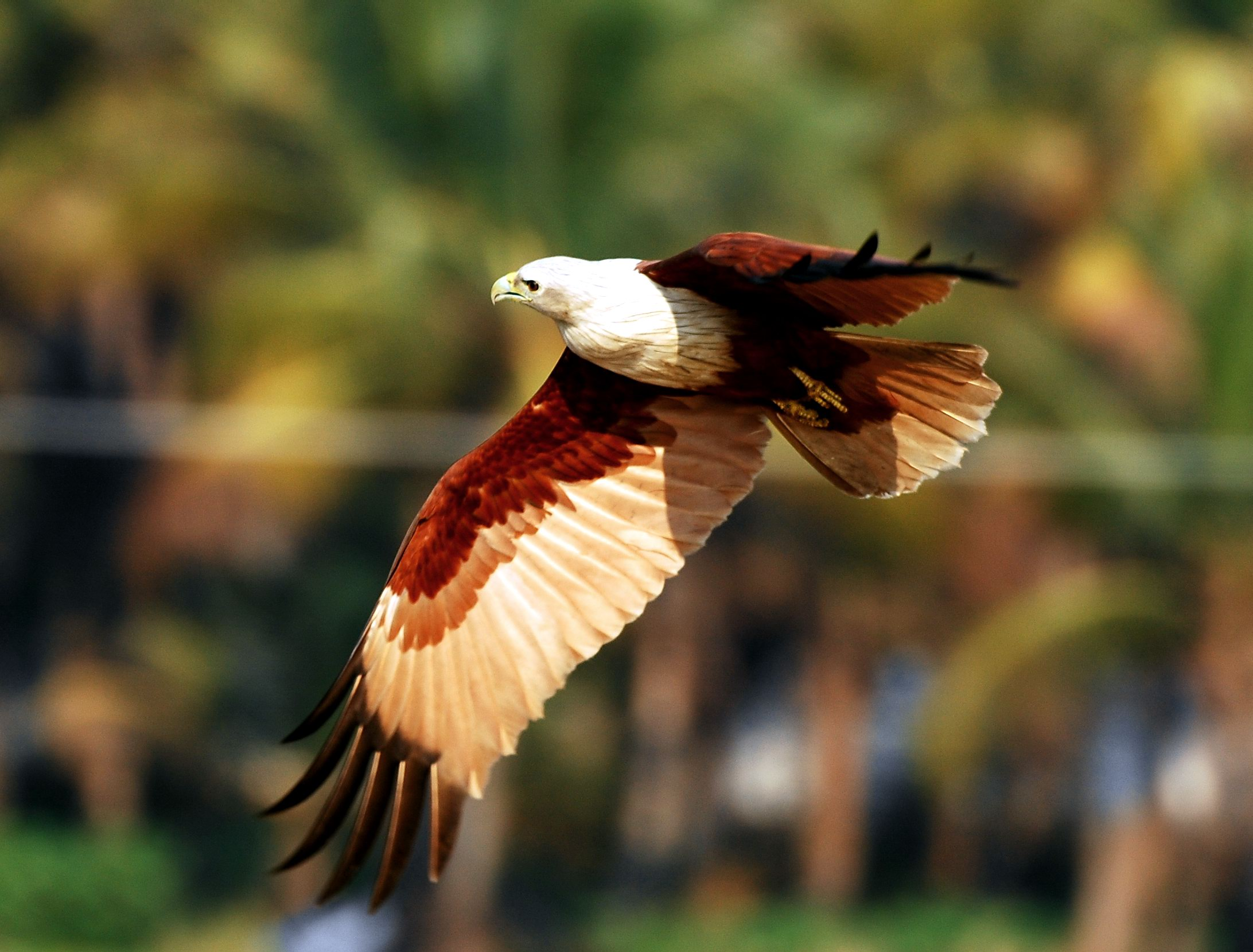
Diều lửa đang sải cánh bay

  - Lông màu nâu, mút các lông màu nhạt hơn và thân lông đen. Đầu và cổ màu nhạt hơn, mút các lông có vệt nâu hung rộng. Tai nâu thẫm. Cằm và họng màu nâu hung. Mặt bụng hung cỏ vệt nâu hung rộng, giữa bụng và dưới đuôi nâu hung, thân lông đen.
  - Mắt nâu.
  - Mỏ xanh xám, sống mỏ và mút mỏ màu nhạt hơn và đôi khi vàng nhạt.
  - Da gốc mỏ vàng. Chân vàng nhạt hay xám vàng nhạt.
- Chim trưởng thành: Toàn bộ đầu, cổ, một phần lưng trên, ngực và phần trên bụng trắng, mỗi lông đều có dải dọc hẹp nâu thẫm hay đen nhạt ở giữa lông. Các lông cánh sơ cấp đầu tiên đen, phần gốc lông từ chỗ có khuyết vào nâu có viền đen, càng vào trong lông cánh chuyển dần thành màu nâu hung. Toàn bộ phần còn lại của bộ lông màu nâu hung. Các lông đuôi có vằn ngang hẹp màu nâu đen ở phiến lông trong.
- Kích thước:
  - Cánh: 355 - 399
  - Đuôi 188 - 207
  - Chân: 52 - 59
  - Mỏ: 32 - 35mm.

### Sinh thái
Mùa sinh sản của diều lửa từ tháng 12 đến tháng 4 ở Nam Á; tại châu Úc, nó diễn ra vào khoảng tháng 8-tháng 10 tại miền nam và miền đông Úc, tháng 4-tháng 6 ở miền bắc Úc và các vùng ẩm ướt.

## Phân loài
Diều lửa Haliastur Indus được mô tả đầu tiên bởi nhà tự nhiên học người Hà Lan Pieter Boddaert năm 1783. Hiện có 4 phân loài được công nhận:
- H. i. indus (Boddaert, 1783) được tìm thấy ở Nam Á
- H. i. flavirostris Condon & Amadon, 1954 được tìm thấy tại quần đảo Solomon
- H. i. girrenera (Vieillot, 1822) được tìm thấy tại New Guinea, quần đảo Bismarck và Úc
- H. i. intermedius Blyth, 1865 được tìm thấy ở bán đảo Mã Lai và trên các đảo của quần đảo Sunda, Sulawesi và Philippines

## Phân bổ
- Thế giới: Đông Dương, Thái Lan, Myanmar và Java.
- Việt Nam: loài này giao phối ở Bắc Kạn (hồ Ba Bể), Quảng Trị, Thừa Thiên Huế và gần Thành phố Hồ Chí Minh, Cà Mau

## Hình ảnh

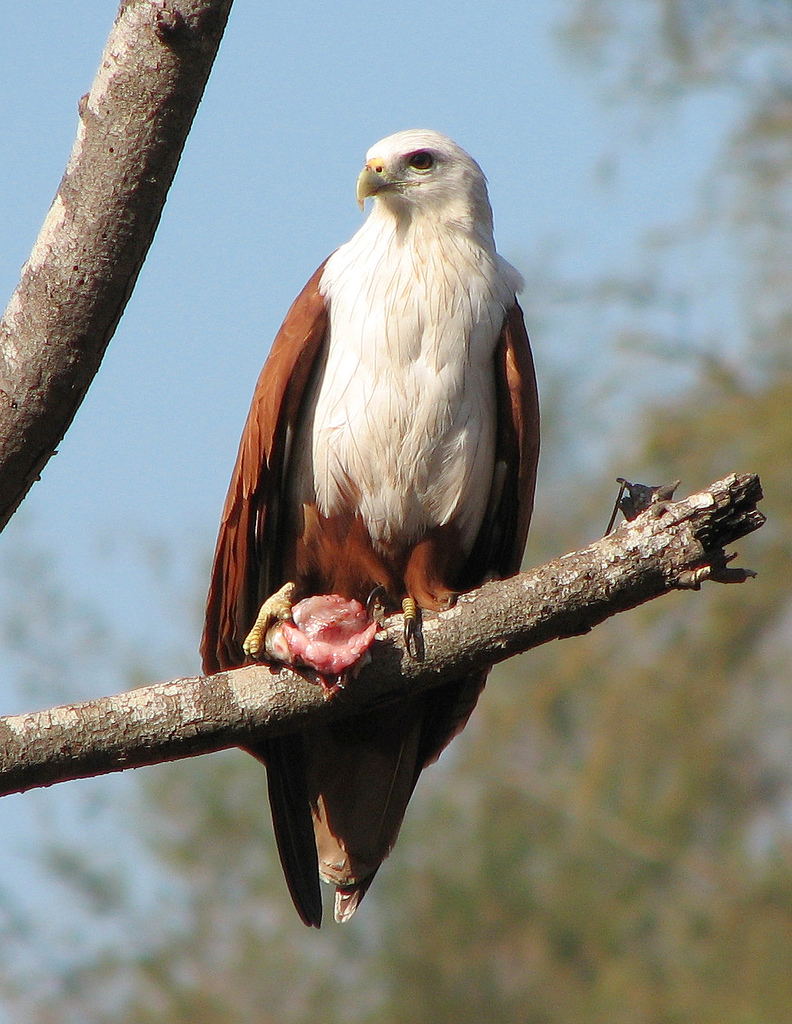
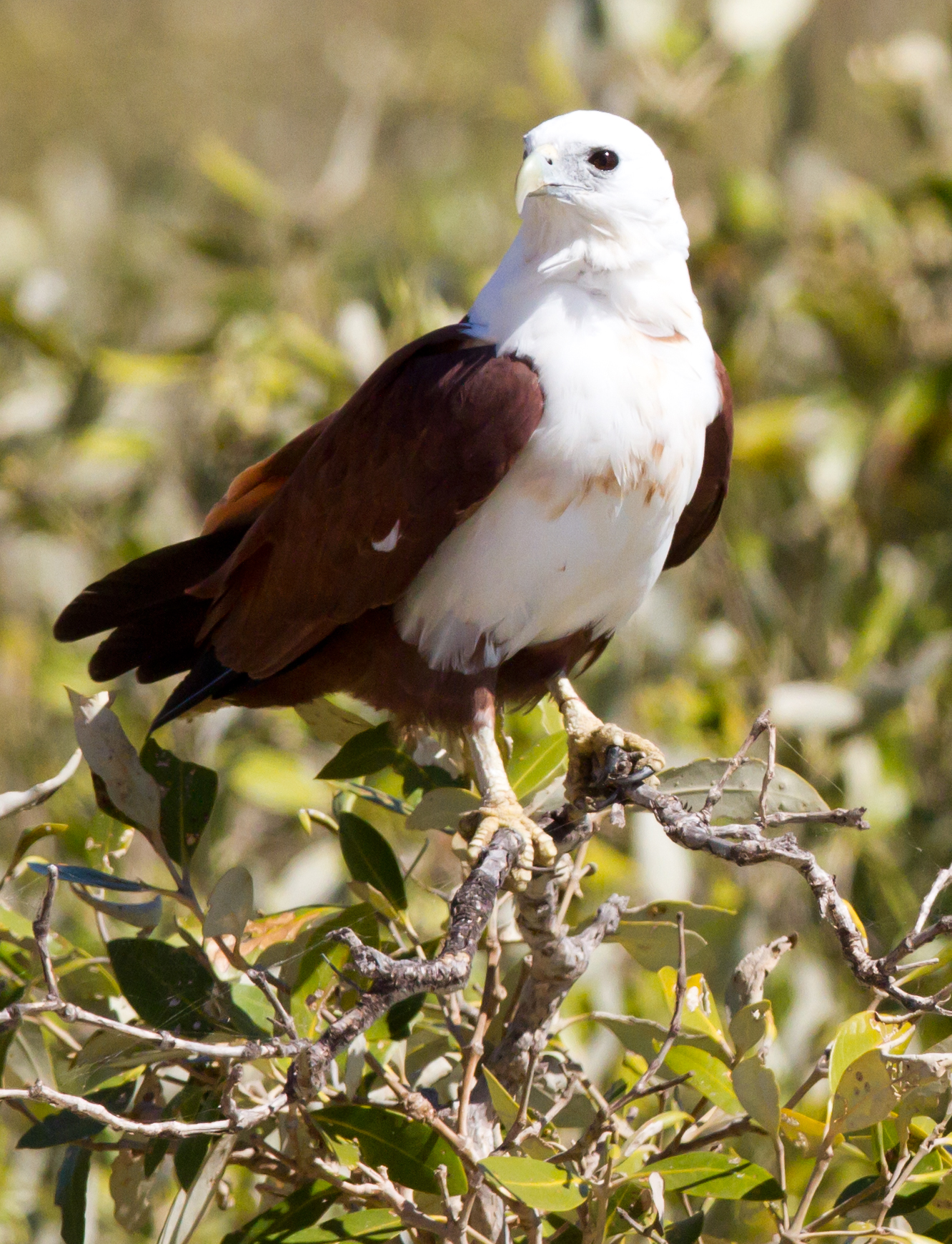
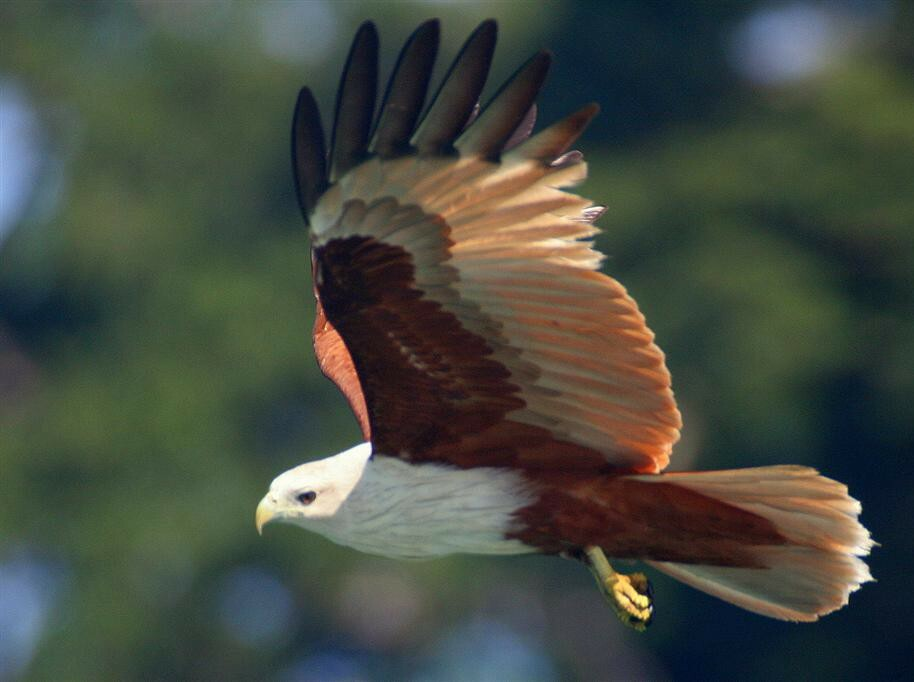
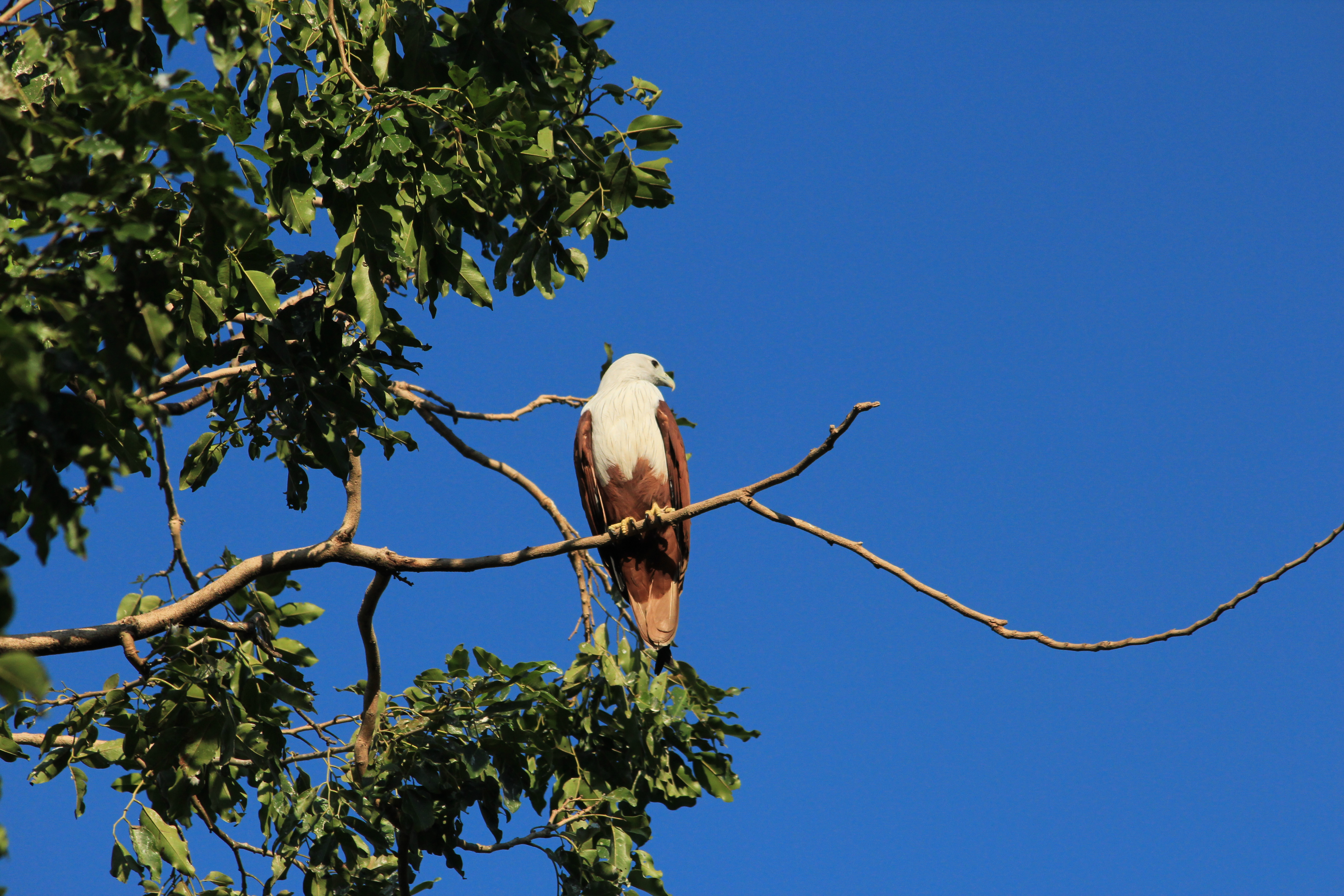